# Élection présidentielle ukrainienne de 2019
L'élection présidentielle ukrainienne de 2019 a lieu les 31 mars et 21 avril 2019 afin d'élire au suffrage universel le président d'Ukraine. L’élection intervient quelques mois avant des élections législatives.
Le scrutin compte 39 candidats en lice, ce qui constitue un record pour une élection présidentielle en Ukraine. L’acteur Volodymyr Zelensky arrive en tête du premier tour, devant le président sortant, Petro Porochenko, candidat à un second mandat. Longtemps donnée favorite, l’ancienne Première ministre Ioulia Tymochenko échoue de peu à se qualifier pour le second tour.
Sans surprise, Volodymyr Zelensky remporte le second tour, avec 73,2 % des voix. Petro Porochenko reconnaît sa défaite dès la fin du scrutin. La transition présidentielle se traduit cependant par des dissensions entre le président élu et la majorité parlementaire sortante.

## Contexte

### Politique

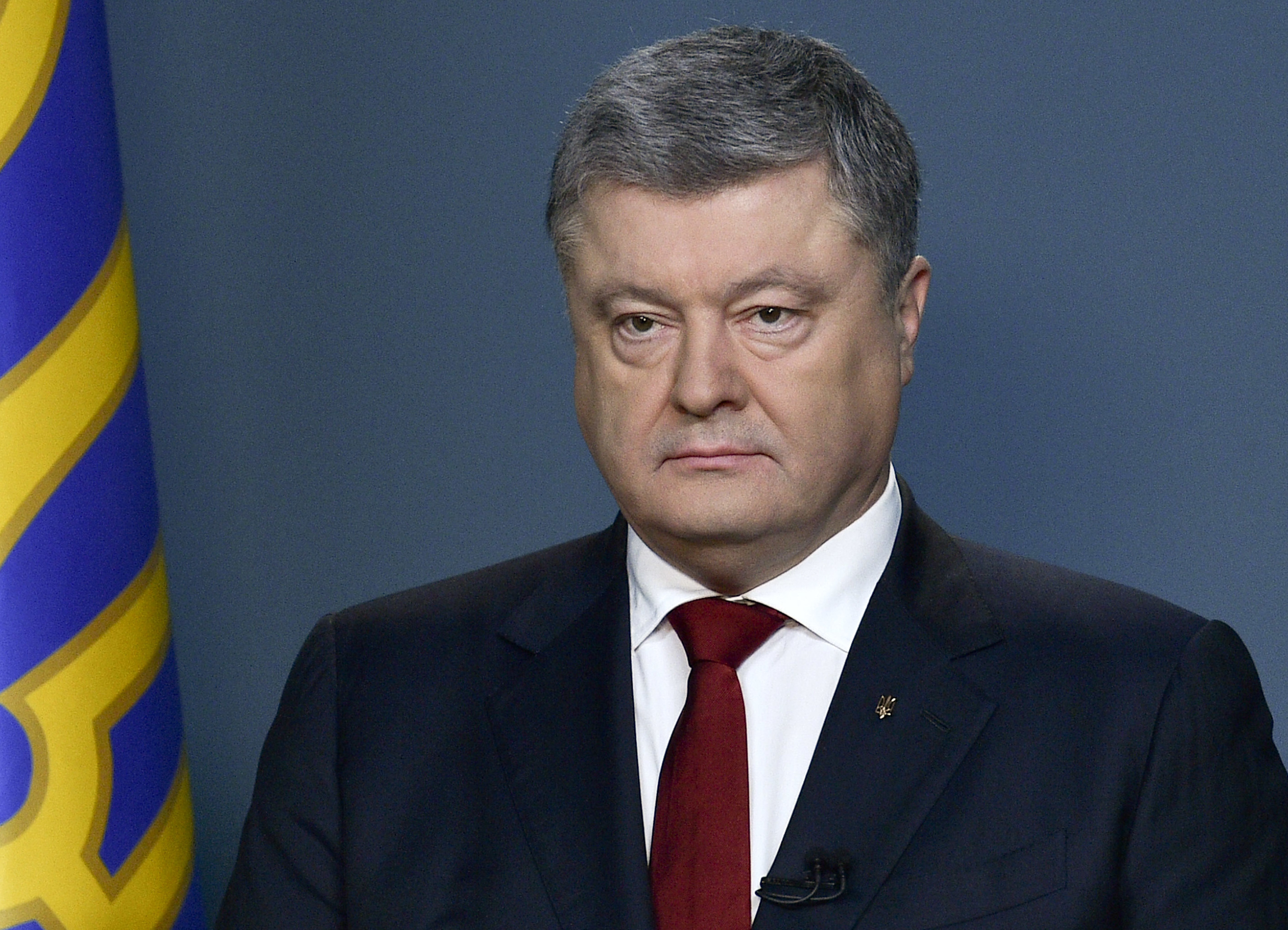
Petro Porochenko en 2017.

Le président sortant est Petro Porochenko, élu avec 54,7 % des voix au premier tour de l’élection présidentielle anticipée de 2014, à la suite de la destitution de Viktor Ianoukovytch. Ce scrutin s’était tenu lors de la plus grave crise rencontrée par le pays depuis son indépendance, à la suite de la révolution de Maïdan et en pleine guerre du Donbass, qui a fait quelque 13 000 morts et qui est toujours en cours lors du scrutin présidentiel de 2019.
Petro Porochenko — dont le parti, le Bloc Petro Porochenko « Solidarité », a remporté la même année les élections législatives — a rapidement vu sa popularité chuter en raison de l’aggravation de la crise économique rencontrée par le pays, de la lenteur de la mise en place des réformes promises et de la multiplication des scandales l’entourant,,. Selon une étude réalisée par le portail analytique  Slovo i Dilo en 2018, le chef de l’État a tenu 41 % de ses engagements de campagne : la fin de la guerre du Donbass apparaît comme étant sa principale promesse non respectée. L'institut Gallup indique que seulement 9 % des Ukrainiens font confiance à leur gouvernement en 2018 — ce qui est le taux le plus bas au monde pour la deuxième année consécutive — et que seuls 12 % croient en l'honnêteté des élections.
Petro Porochenko et son entourage sont régulièrement accusés de corruption et d’enrichissement personnel. Le président est aussi critiqué pour avoir déchu de la nationalité ukrainienne Mikheïl Saakachvili, ses adversaires considérant qu’il a ainsi écarté un potentiel rival en vue de sa réélection. En novembre 2018, alors que les tensions avec la Russie s’étaient quelque peu apaisées, un incident entre les marines ukrainienne et russe dans le détroit de Kertch conduit Petro Porochenko à signer un décret de loi martiale s’appliquant pour une durée de 30 jours dans les oblasts à majorité russophone de l’Ukraine. Redoutant une manœuvre électorale et une dérive autoritaire à l’approche de l’élection présidentielle, l’opposition bloque le prolongement de cet état d’exception.

### Économique
Aux débuts de la guerre du Donbass, l'Ukraine connaît une importante récession. À partir de 2016, la croissance revient, les salaires et retraites progressent et l'inflation diminue,,. Néanmoins, le déficit budgétaire est toujours élevé et le PIB par habitant de l'Ukraine reste faible,. L’Ukraine connaît également une importante émigration de sa population, notamment vers la Pologne.
Pour s’assurer les aides du Fonds monétaire international (FMI), Porochenko conduit une politique de rigueur, augmentant le prix du gaz et des produits alimentaires,. Le gouvernement procède aussi à des privatisations et réforme les retraites,. Alors que l’Ukraine reste le pays européen le moins libre économiquement, Porochenko réduit les pouvoirs de l'administration fiscale en matière de contrôle des entreprises. Le FMI et l’opinion publique se montrent régulièrement critiques sur les réformes économiques mises en œuvre et sur la lutte anticorruption.

## Modalités

### Mode de scrutin
Les modalités du scrutin sont régies par la constitution de 1996 et la loi électorale. Le Président de l'Ukraine est élu au scrutin uninominal majoritaire à deux tours pour un mandat de cinq ans, renouvelable une seule fois de manière consécutive. Est élu le candidat qui réunit la majorité absolue de l'ensemble des suffrages, y compris les votes blancs et nuls. Si aucun candidat n’obtient cette majorité au premier tour, un second tour est organisé trois semaines plus tard entre les deux candidats arrivés en tête, et celui recueillant le plus de suffrages est déclaré élu. 
La constitution dispose que l'élection a lieu le dernier dimanche du mois de mars de la cinquième année du mandat du président sortant, sauf changement de date voté par le parlement.
Petro Porochenko, élu pour la première fois en 2014, est éligible pour un second mandat.

### Dates de l’élection
Le premier tour de l’élection présidentielle se tient le dernier dimanche du dernier mois de mars du mandat du président sortant. Toutefois, en cas de démission ou de destitution du président, une élection anticipée est organisée dans les 90 jours afin d’élire un président pour un mandat complet et non pour le reste de celui de son prédécesseur. En novembre 2018, le Parlement ukrainien fixe ainsi le premier tour de l'élection au 31 mars 2019 et le second tour au 21 avril 2019,. Le nouveau président doit être investi avant le 31 mai suivant.

### Candidatures
Les candidats à l’élection présidentielle doivent être citoyens ukrainiens, âgés d’au moins 35 ans, résider dans le pays depuis au moins dix ans au jour du scrutin et maîtriser la langue ukrainienne. Ils doivent remplir une déclaration de revenus de l'année passée, qui est étudiée par l’Agence nationale pour la prévention de la corruption (NAPC), et verser une contribution de 2,5 millions de hryvnias (~ 80 000 euros). Ils peuvent se présenter avec l’investiture d'un parti ou de façon indépendante.
Pour le scrutin de 2019, les dossiers de candidature doivent être communiquées entre le 31 décembre 2018 et le 4 février 2019 à la Commission électorale centrale d'Ukraine (CvkU). Celle-ci se prononce sur la validité de chaque candidature dans les cinq jours suivant le dépôt d'un dossier. Tout candidat peut se retirer — auprès de la CvkU — au plus tard 23 jours avant la tenue du scrutin, soit le 7 mars 2019.

### Organisation et surveillance
Compte tenu de la situation géopolitique suivant la révolution ukrainienne de 2014, quelque 12 % d’électeurs inscrits sur les listes électorales ukrainiennes auront des difficultés pour prendre part au scrutin,. C’est le cas :
- de la Crimée, annexée par la Russie à la suite de la crise de Crimée et dont les habitants russes prennent part aux élections russes, une situation qui est contestée par l’Ukraine et un grand nombre de pays ;
- d'une partie du territoire des oblats de Donetsk et de Louhansk contrôlée par les séparatistes à la suite de la guerre du Donbass.

Ils pourront toutefois se déplacer vers les territoires sous contrôle du gouvernement ukrainien et y voter. La Commission électorale centrale d'Ukraine simplifie la procédure de changement du lieu de vote pour ces personnes.
Le 25 mars 2019, la Commission électorale centrale d'Ukraine annonce que 2 344 observateurs internationaux sont enregistrés pour surveiller le scrutin,. L’OSCE et le Réseau européen des organisations d’observation des élections enverront notamment plusieurs centaines d’observateurs,. Le Parlement ukrainien a en revanche interdit l'accès aux observateurs russes, qu'ils soient ou non mandatés par l'OSCE. Pour le second tour, la Commission électorale enregistre 2 700 observateurs internationaux.

## Candidats
Au 9 février 2019, sur les 91 candidatures qui lui ont été soumises, la Commission électorale centrale d'Ukraine en a approuvées 44 et rejetées 47. Cinq candidats (Andri Sadovy, Dmytro Hnap, Serhi Kryvonos, Evheny Mourayev et Dmytro Dobrodomov) renoncent ensuite à se présenter avant la date limite du 7 mars 2019. Avec un total de 39 candidats en lice, il s'agit ainsi de l'élection présidentielle ukrainienne comptant le plus grand nombre de candidats (le deuxième scrutin comptant le plus de participants est celui de 2004, avec 24 candidats). Deux candidats (Serhiy Tarouta et Oleksandr Moroz) décident ensuite de se retirer, mais après la date limite, ce qui fait que leurs noms apparaîtront tout de même sur les bulletins de vote,.

### Enregistrés
| Candidat                         | Candidat               | Parti | Parti                                                                      | Fonctions / activités                                                                            | Détail | Date d'enregistrement |
| -------------------------------- | ---------------------- | ----- | -------------------------------------------------------------------------- | ------------------------------------------------------------------------------------------------ | --- | --------------------- |
| Hennady Balachov (58 ans)        | Hennady Balachov       |       | 5.10 (droite)                                                              | Député (1998-2002)                                                                               | Annonce sa candidature le 19 septembre 2018. Désigné par son parti le 5 janvier suivant | 18 janvier 2019       |
| Roman Bezsmertnyi (53 ans)       | Roman Bezsmertny       |       | Indépendant (centre droit)                                                 | Député (1994-2007) Vice-Premier ministre (2005)                                                  | Annonce sa candidature le 31 mai 2018. | 4 février 2019        |
| Olha Bohomolets (53 ans)         | Olha Bogomolets        |       | Indépendante (centre droit)                                                | Députée                                                                                          | Candidate à l’élection présidentielle de 2014 (1,9 %). Parlementaire du Bloc Petro Porochenko. Se déclare candidate le 6 décembre 2018. | 18 janvier 2019       |
| Inna Bohoslovska (58 ans)        | Inna Bohoslovska.      |       | Indépendante (centre gauche)                                               | Présidente du parti Vitche (2003-2007)                                                           | Candidate à l’élection présidentielle de 2010 (0,4 %). Se déclare le 26 juillet 2018. | 30 janvier 2019       |
| Iouri Boïko (60 ans)             | Iouri Boïko            |       | Plateforme d'opposition-Pour la vie (centre gauche)                        | Député Vice-Premier ministre (2012-2014)                                                         | Ancien président du Bloc d'opposition. Désigné candidat de la Plateforme d'opposition-Pour la vie le 17 novembre 2018, après le retrait de Vadim Rabinovich. Le Bloc d'opposition refuse alors de lui apporter son soutien. Se présente comme indépendant.                                                | 22 janvier 2019       |
| Viktor Bondar (43 ans)           | Viktor Bondar          |       | Renaissance (en) (centre gauche)                                           | Député Gouverneur de l'oblast de Dnipropetrovsk (2007-2010)                                      | Désigné par son parti le 30 janvier 2019. | 4 février 2019        |
| Ihor Chevtchenko (48 ans)        | Ihor Chevtchenko       |       | Indépendant (centre droit)                                                 | Ministre de l'Écologie et des Ressources naturelles (2014-2015)                                  | Annonce son intention de se présenter le 13 novembre 2018. | 4 janvier 2019        |
| Oleksandr Chevtchenko (47 ans)   | Oleksandr Shevchenko   |       | UKROP (en) (centre droit)                                                  | Député                                                                                           | Désigné candidat de son parti le 5 décembre 2018. | 21 janvier 2019       |
| Oleksandr Danyliouk (37 ans)     | Oleksandr Danyliouk    |       | Indépendant (centre droit)                                                 | Avocat                                                                                           | Dépose sa candidature auprès de la CvkU le 24 janvier 2019. | 28 janvier 2019       |
| Iouri Derevianko (45 ans)        | Iouri Derevianko       |       | Volia (centre droit)                                                       | Député                                                                                           | Désigné par son parti le 27 janvier 2019. | 1er février 2019      |
| Mykola Haber (58 ans)            | Mykola Haber           |       | Parti patriotique de l’Ukraine (centre gauche)                             | Président du Parti patriotique de l’Ukraine Député (1998-2002)                                   | Déjà candidat lors de l'élection présidentielle de 1999 (0,1 %). Se présente comme indépendant. | 1er février 2019      |
| Anatoliï Hrytsenko (61 ans)      | Anatoliï Hrytsenko     |       | Position citoyenne (centre droit)                                          | Député Ministre de la Défense (2005-2007)                                                        | Candidat à l’élection présidentielle de 2014 (5,5 %). Désigné par son parti le 11 janvier 2019. Notamment soutenu par le Parti européen d'Ukraine. | 15 janvier 2019       |
| Serhi Kapline (39 ans)           | Serhi Kapline          |       | Parti social-démocrate (uk) (centre)                                       | Député                                                                                           | Membre de la faction parlementaire du Bloc Petro Porochenko. Tente de se présenter au titre du Parti socialiste d'Ukraine, mais Illia Kyva est désigné par le parti,. Investi candidat du Parti social-démocrate le 2 janvier 2019.                                                                       | 8 janvier 2019        |
| Iouri Karmazine (61 ans)         | Iouri Karmazine        |       | Parti des défenseurs de la patrie (centre droit)                           | Député (1994-2006 ; 2007-2012)                                                                   | Candidat à l’élection présidentielle de 1999 (0,3 %). Se présente comme indépendant. | 7 février 2019        |
| Rouslan Kochoulynsky (49 ans)    | Rouslan Kochoulynsky   |       | Svoboda (extrême droite)                                                   | Membre du conseil régional de Lviv Vice-président de la Rada (2012-2014)                         | Le 14 octobre 2018, Oleh Tyahnybok annonce que Svoboda présente la candidature de Rouslan Kochoulynsky, qui reçoit le soutien de l’Organisation des nationalistes ukrainiens, de Secteur droit, du Congrès des nationalistes ukrainiens et du C14 (en),. Désigné candidat de son parti le 22 janvier 2019 | 28 janvier 2019       |
| Vitali Koupry (45 ans)           | Vitali Koupry          |       | Indépendant (centre droit)                                                 | Député                                                                                           | En juillet 2018, il quitte l'Association ukrainienne des patriotes (en) pour annoncer sa candidature à l'élection présidentielle. | 15 janvier 2019       |
| Viktor Krivenko (37 ans)         | Viktor Krivenko        |       | Mouvement populaire d'Ukraine (centre droit)                               | Député                                                                                           | Désigné le 9 janvier 2019 par son parti. | 5 février 2019        |
| Illia Kiva (41 ans)              |                        |       | Parti socialiste d'Ukraine (centre gauche)                                 | Président du Parti socialiste d'Ukraine                                                          | Désigné candidat de son parti le 20 janvier 2019, alors que Serhi Kapline était initialement pressenti pour représenter le Parti socialiste d'Ukraine,. | 25 janvier 2019       |
| Arkady Kornatsky (65 ans)        | Arkady Kornatsky       |       | Indépendant (centre droit)                                                 | Député                                                                                           | Ancien membre du Bloc Petro Porochenko. Présente sa candidature auprès de la CvkU le 22 janvier 2019. | 25 janvier 2019       |
| Oleh Liachko (46 ans)            | Oleh Liachko           |       | Parti radical (droite)                                                     | Député                                                                                           | Arrivé en troisième position de l’élection présidentielle de 2014 (8,3 %). Désigné candidat de son parti le 21 janvier 2019. | 25 janvier 2019       |
| Ioulia Lytvynenko (42 ans)       | Ioulia Lytvynenko      |       | Indépendante (centre droit)                                                | Journaliste                                                                                      | Se décrit comme ultraconservatrice | 7 février 2019        |
| Oleksandr Moroz (75 ans)         | Oleksandr Moroz        |       | Parti socialiste d'Oleksandr Moroz (centre gauche)                         | Président de la Rada (1994-1998 ; 2006-2007) Président du Parti socialiste d'Ukraine (1991-2012) | Se déclare candidat le 11 décembre 2018 et investi par son parti le lendemain,. Le 27 mars 2019, il invoque la préparation de fraudes électorales massives pour se retirer de la course ; sa décision n’a aucun effet juridique car intervenant après la date limite de retrait des candidatures.         | 25 janvier 2019       |
| Valentyn Nalyvaïtchenko (52 ans) | Valentyn Nalyvaichenko |       | Justice (centre droit)                                                     | Député (2012-2014)                                                                               | Désigné par son parti le 3 janvier 2019. | 8 janvier 2019        |
| Roman Nasirov (40 ans)           | Roman Nasirov          |       | Indépendant (centre droit)                                                 | Député (2014-2015) Président du Service fiscal de l'État (2015-2018)                             | Annonce sa candidature le 29 juillet 2018. | 21 janvier 2019       |
| Serhi Nosenko (49 ans)           | Serhi Nosenko          |       | Indépendant (centre droit)                                                 | Chef d'entreprise                                                                                | Dépose sa candidature auprès de la CvkU le 1er février 2019. | 5 février 2019        |
| Andri Novak (46 ans)             | Andri Novak            |       | Patriote (centre droit)                                                    | Économiste                                                                                       | Désigné le 24 janvier 2019 par son parti. | 6 février 2019        |
| Volodymyr Petrov (41 ans)        | Volodymyr Petrov       |       | Indépendant (centre droit)                                                 | Producteur                                                                                       | En résidence surveillée pour des accusations de harcèlement. | 7 février 2019        |
| Petro Porochenko (53 ans)        | Petro Porochenko       |       | Bloc Petro Porochenko « Solidarité » (centre droit)                        | Président d'Ukraine                                                                              | Officialise sa candidature le 29 janvier 2019. Se présente comme indépendant. | 7 février 2019        |
| Rouslan Rihovanov (44 ans)       | Rouslan Rihovanov      |       | Indépendant (centre droit)                                                 | Chef d'entreprise                                                                                | Dépose sa candidature auprès de la CvkU le 1er février 2019. | 5 février 2019        |
| Vitali Skotsyk (47 ans)          | Vitali Skotsyk         |       | Indépendant (centre)                                                       | Président du Parti paysan d'Ukraine (en) (2014-2018)                                             | Dépose sa candidature pour le Parti paysan d'Ukraine, mais celui-ci indique qu'il a été exclu de la formation quelques mois plus tôt. | 8 janvier 2019        |
| Ihor Smechko (63 ans)            | Igor Smechko           |       | Pouvoir et honneur (uk) (centre droit)                                     | Président du parti Pouvoir et honneur                                                            | Déclare vouloir se présenter le 13 janvier 2019. Se présente comme indépendant. | 30 janvier 2019       |
| Oleksandr Soloviev (45 ans)      | Oleksandr Soloviev     |       | Force raisonnable (en) (centre)                                            | Président de Force raisonnable                                                                   | Désigné candidat de son parti le 24 janvier 2019. Candidature dans un premier temps rejetée en raison de son souhait de négocier avec les républiques autoproclamées de Donetsk et Lougansk. | 8 février 2019        |
| Serhiy Tarouta (63 ans)          | Serhi Tarouta          |       | Osnova (centre)                                                            | Député Gouverneur de l’oblast de Donetsk (2014)                                                  | Désigné candidat d’Osnova le 18 janvier 2019. Le 16 mars 2019, il annonce qu’il se retire en faveur de Ioulia Tymochenko, mais cette décision intervenant après la date limite de retrait des candidatures, son nom figurera sur les bulletins de vote.                                                   | 29 janvier 2019       |
| Ioulia Tymochenko (58 ans)       | Ioulia Tymochenko      |       | Union panukrainienne « Patrie » (centre droit)                             | Députée Première ministre (2005 ; 2007-2010)                                                     | Déjà candidate aux élections présidentielles de 2010 (45,5 % au second tour) et de 2014 (12,8 % à l’unique tour). Annonce sa candidature le 20 juin 2018,. Désignée candidate de son parti le 22 janvier 2019                                                                                             | 25 janvier 2019       |
| Iouri Tymochenko (57 ans)        | Iouri Tymochenko       |       | Indépendant (centre droit)                                                 | Député                                                                                           | | 8 février 2019        |
| Oleksandr Vachtchenko (56 ans)   | Oleksandr Vachtchenko  |       | Pouvoir du peuple (centre droit)                                           | Président du Pouvoir du peuple                                                                   | Se présente comme indépendant. | 7 février 2019        |
| Oleksandr Vilkoul (44 ans)       | Oleksandr Vilkoul      |       | Bloc d'opposition — Parti pour le développement et la paix (centre gauche) | Député Vice-Premier ministre (2012-2014)                                                         | Désigné candidat du Bloc d'opposition le 17 décembre 2018, lors d'un congrès qui est invalidé par la justice sur fond de dissidence d'Iouri Boïko. Nommé le 20 janvier 2019 par le Bloc d'opposition-Parti pour le développement et la paix, qui était auparavant le Parti industriel d'Ukraine.          | 25 janvier 2019       |
| Volodymyr Zelensky (41 ans)      | Volodymyr Zelensky     |       | Serviteur du peuple (Parti attrape-tout)                                   | Artiste                                                                                          | Annonce sa candidature le 31 décembre 2018. Désigné candidat de son parti le 21 janvier suivant. | 30 janvier 2019       |
| Vasyl Zhouravlev (48 ans)        | Vasyl Zhouravlev       |       | Stabilité (centre gauche)                                                  |                                                                                                  | Désigné candidat de son parti le 25 janvier 2019. | 6 février 2019        |

## Campagne

### Domination initiale de Tymochenko

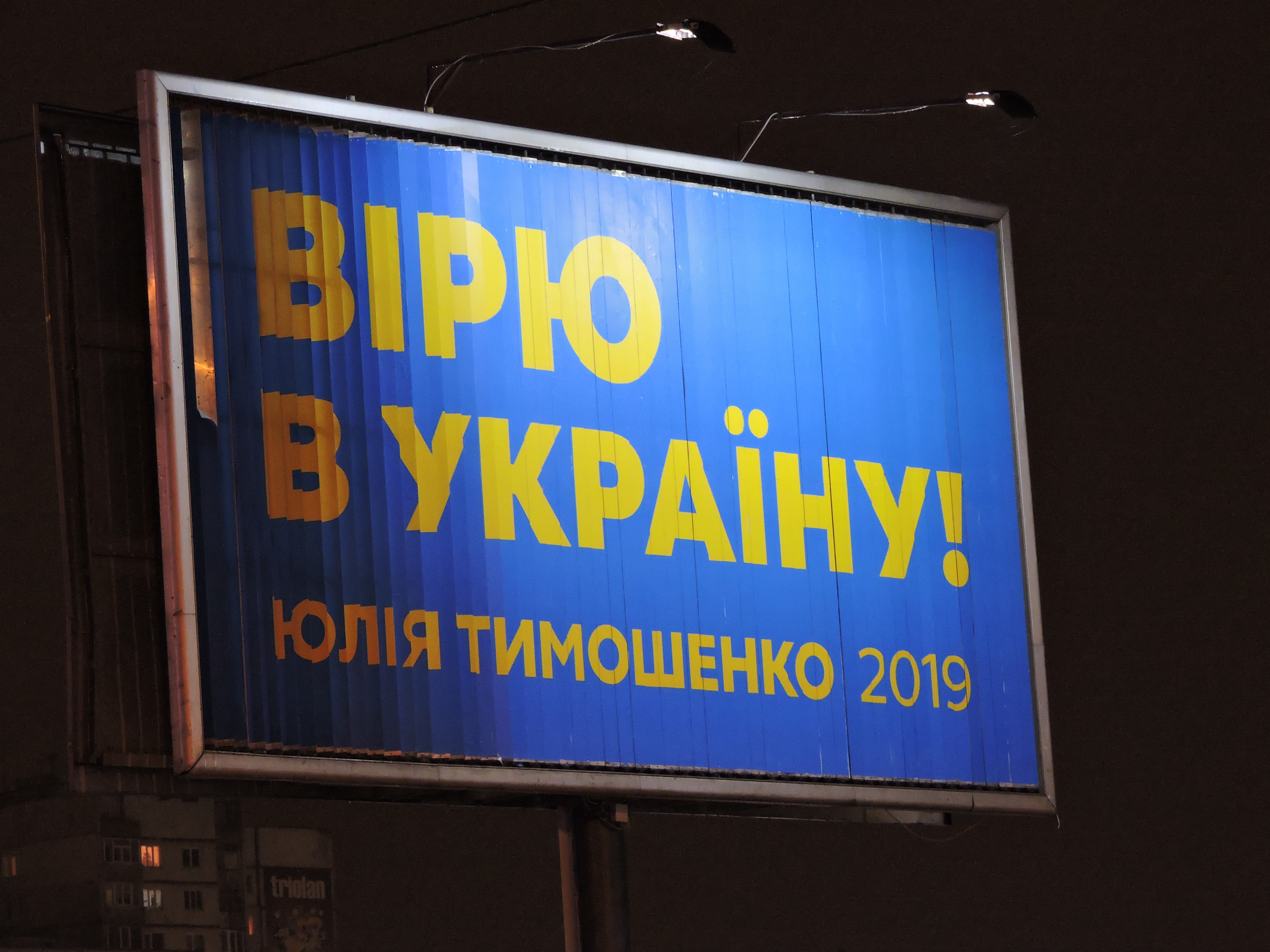
Panneau publicitaire de soutien à Ioulia Tymochenko.

À partir de 2016, les enquêtes d’opinion donnent pour favorite la meneuse de la Révolution orange et ancienne Première ministre Ioulia Tymochenko, qui avait été largement défaite par Petro Porochenko en 2014,.
Entrée très tôt en campagne, Tymochenko aborde surtout la situation économique du pays, attaquant la politique d’austérité imposée par le Fonds monétaire international (FMI) : elle promet notamment de diviser par deux les prix du gaz, qui ont été nettement augmentés sous la présidence Porochenko, ce qui suscite les craintes des créanciers du pays et lui vaut parfois d’être qualifiée de populiste,. Si elle prône le retour à l’intégrité territoriale de l’Ukraine, elle évoque beaucoup moins que Porochenko la situation dans le Donbass et en Crimée. Comme Zelensky, elle souhaite des négociations selon un format proche du mémorandum de Budapest. Considérée comme plus russophile que le président sortant bien que prônant l’adhésion à l’Union européenne et à l’OTAN, elle suscite l’inquiétude de pays européens et des États-Unis, qui jugent son programme assez flou et isolationniste. En cas de victoire, elle s’engage à organiser un référendum sur l'adoption d'une Constitution instaurant un meilleur équilibre des pouvoirs,.
D'une durée de 90 jours, la campagne officielle commence le 31 décembre 2018. À cette date, six candidats approchent ou dépassent la barre des 10 % dans les sondages : Ioulia Tymochenko, Volodymyr Zelensky, Petro Porochenko, Anatoliï Hrytsenko, Oleh Liachko et Iouri Boïko. À l’exception du comédien Volodymyr Zelensky, ils sont tous critiqués pour leur longévité en politique.

### Faiblesse des candidats pro-russes
Alors que l’Ukraine indépendante a connu deux présidents considérés comme pro-russes, Leonid Koutchma et Viktor Ianoukovytch, aucun candidat pro-russe ne semble cette fois en mesure de l’emporter, notamment en raison de la non-organisation du vote dans une partie de l’Est du pays, fief traditionnel des pro-russes. Cette situation est renforcée par la division des candidats partisans d'un rapprochement avec la Russie : en particulier, après avoir été pressenti pour représenter le Bloc d'opposition, Iouri Boïko s'allie avec le Parti pour la vie de Vadim Rabinovich alors que les discussions entre les deux partis s'enlisaient ; après l'invalidation par la justice du congrès du Bloc d'opposition l'ayant désigné, Oleksandr Vilkoul devient le candidat d'une nouvelle formation, le Bloc d'opposition-Parti pour le développement et la paix.

### Campagne nationaliste de Porochenko

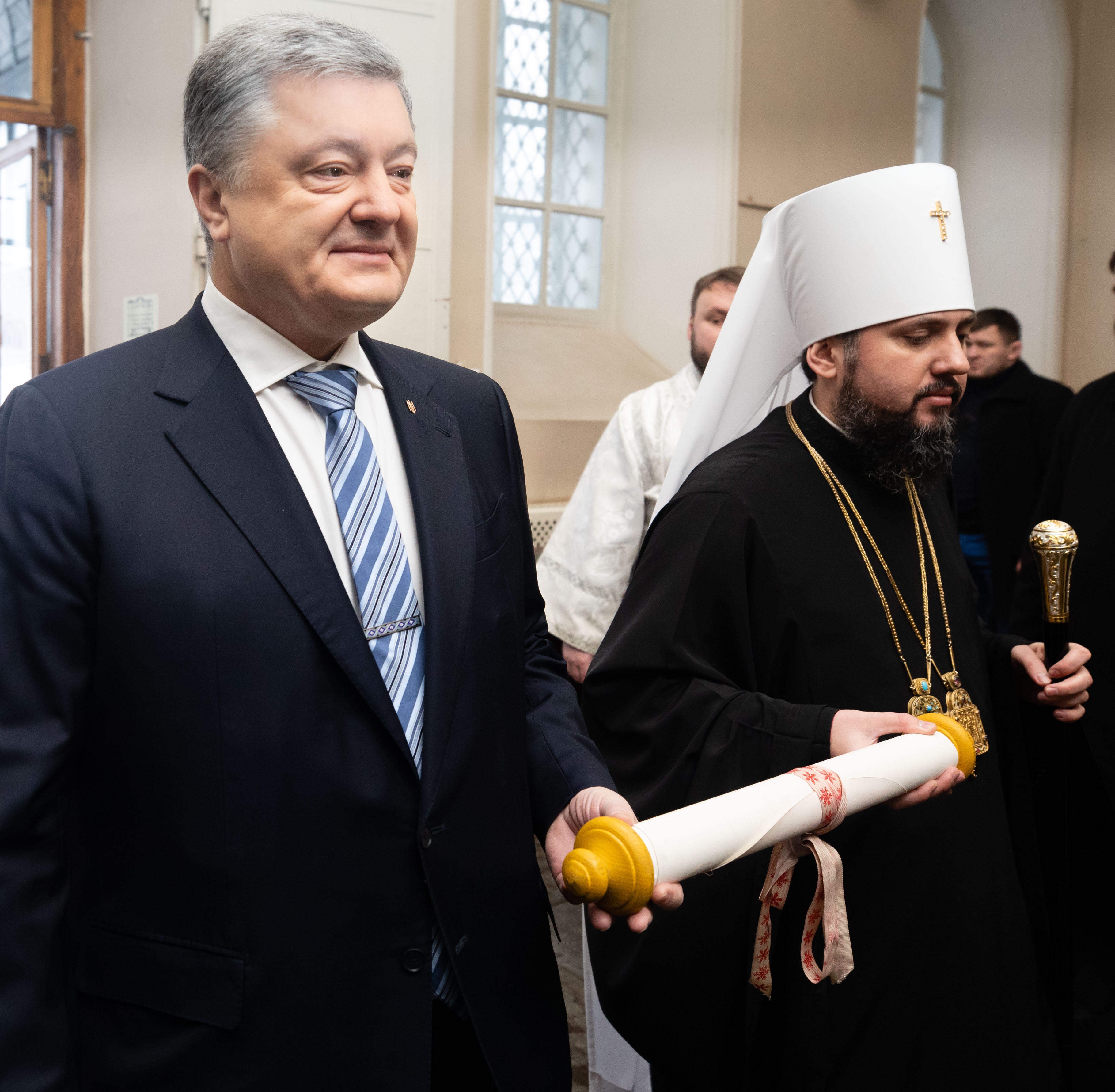
Petro Porochenko et le métropolite Épiphane.

Donné perdant par tous les sondages, Porochenko s'affiche davantage nationaliste et conservateur qu'en 2014, adoptant pour slogan « armée, langue, foi ». Il met à son crédit la reconnaissance par le patriarcat de Constantinople d’une Église ukrainienne orthodoxe indépendante et le non-renouvellement du traité d'amitié entre l'Ukraine et la Russie, dont il se présente comme l’adversaire le plus intransigeant,,. Il promet le retour de la Crimée en Ukraine, l’augmentation des dépenses militaires et l’adhésion du pays à l’UE et à l’OTAN d'ici à 2024. De la sorte, le président sortant évite les sujets économiques alors qu'il est contraint par le FMI de poursuivre sa politique d’austérité, qui se traduit notamment par une hausse des prix du gaz,. Les intentions de vote augmentent sensiblement après l’annonce de sa candidature.
Il pâtit d’un scandale de corruption dans le secteur de la défense ayant enrichi plusieurs de ses proches, ce qui conduit Ioulia Tymochenko et d'autres opposants à lancer à son encontre une procédure de destitution pour « haute trahison »,,. Il est également critiqué pour avoir octroyé des prestations sociales ciblées à des Ukrainiens identifiés au préalable comme prêts à voter pour lui. L’importance et l’origine des moyens financiers déployés pour promouvoir sa candidature suscitent également des interrogations.

### Émergence du comédien Zelensky

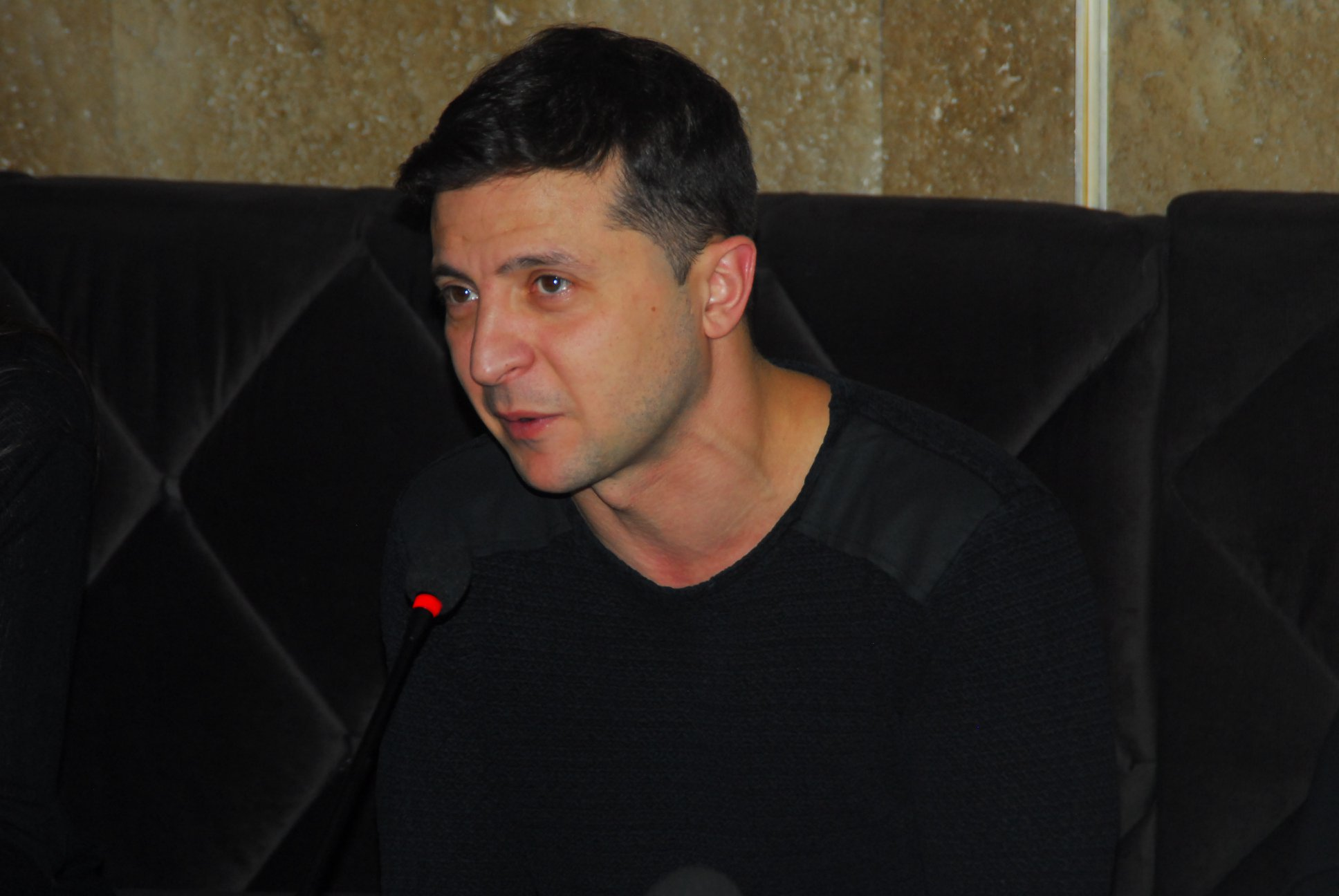
Volodymyr Zelensky en 2018.

À la suite de l'annonce de sa candidature lors du réveillon de la Saint-Sylvestre de 2018, Volodymyr Zelensky, qui bénéficie du rejet des figures politiques traditionnelles et s'est rendu populaire grâce à son premier rôle dans la série Serviteur du peuple, se retrouve systématiquement en tête des sondages. En parallèle, sur fond d'accusations de corruption, les intentions de vote en faveur de Ioulia Tymochenko déclinent de façon continue tandis que celles pour Petro Porochenko peinent à augmenter,.
Volodymyr Zelensky mène une campagne non conventionnelle et limitée : il refuse de s’entretenir avec les journalistes, utilisant principalement les réseaux sociaux et poursuivant ses spectacles humoristiques. Insistant davantage sur le clivage générationnel que sur le traditionnel clivage Est-Ouest, il présente un programme relativement flou et idéaliste. Il promet un cessez-le-feu dans le Donbass et un référendum sur l’intégration de l’Ukraine à l’OTAN et propose à ses trois millions d’abonnés sur Instagram de lui faire parvenir le nom de personnalités qu’ils aimeraient voir intégrer au gouvernement en cas de victoire. Ses adversaires mettent en avant son manque d'expérience en politique et l’accusent d’être une « marionnette » de l'oligarque Ihor Kolomoïsky, adversaire de Porochenko qui est propriétaire de la deuxième chaîne de télévision du pays, 1+1, sur laquelle est diffusée sa série,. Cette chaîne consacre à Zelensky une couverture médiatique abondante et positive ; la veille du premier tour, alors que la campagne est censée être terminée, elle accorde sept heures d’antenne à ses spectacles et diffuse un documentaire sur Ronald Reagan doublée avec sa propre voix.

### Accusations d’ingérence et de fraudes

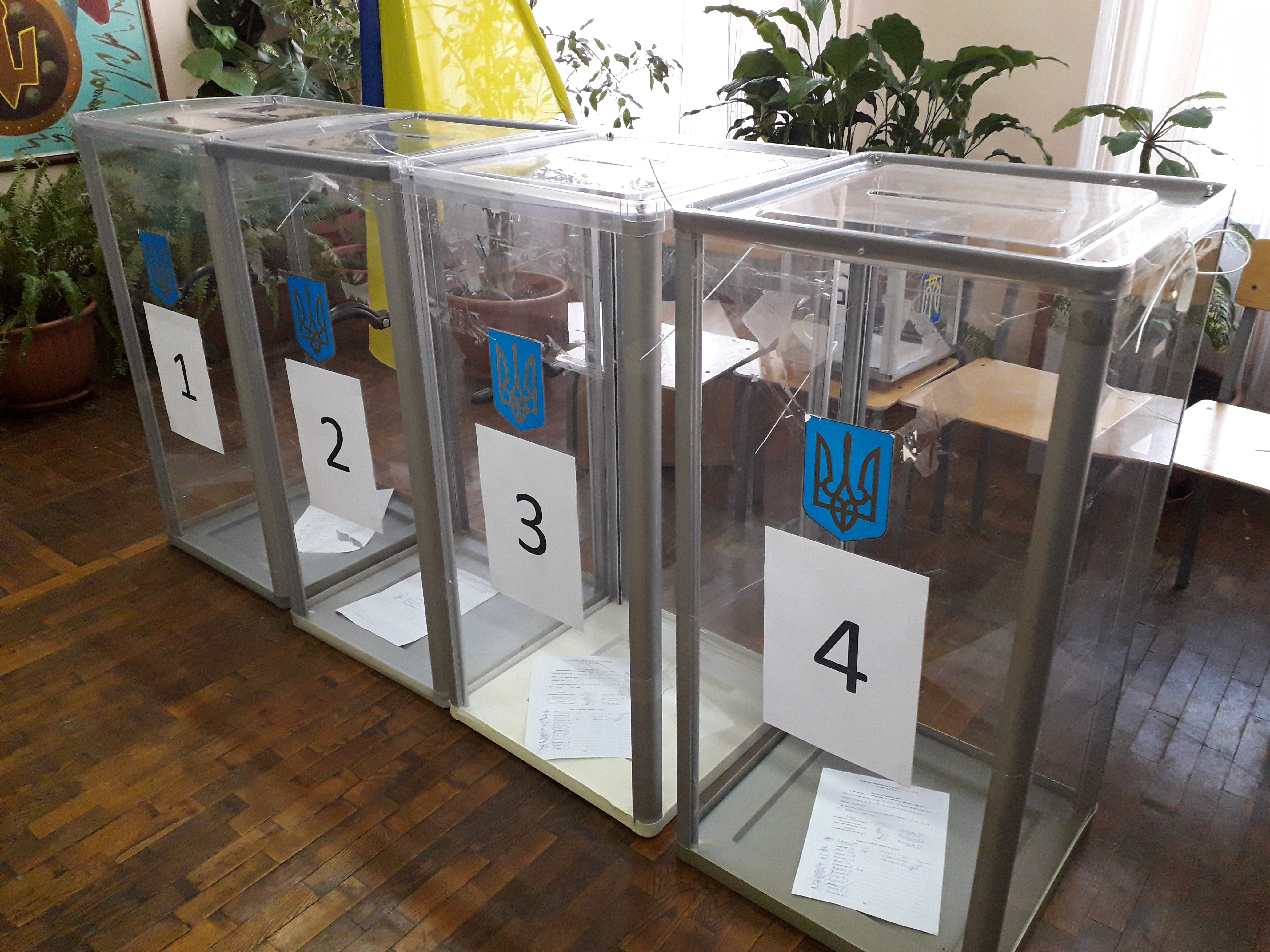
Urnes électorales à Kiev (31 mars 2019).

Alors que le président de la fédération de Russie, Vladimir Poutine, déclare souhaiter la défaite de Petro Porochenko, qui est selon lui un obstacle à la paix entre l’Ukraine et la Russie, le Gouvernement ukrainien accuse la Russie d'ingérences dans la campagne, notamment au moyens d’attaques informatiques,. Les diplomates européens présents en Ukraine ne font cependant pas état de tentatives d'ingérence.
Des accusations de fraude électorale sont portées dans les semaines précédant le premier tour de scrutin. Plusieurs candidats portent plainte, notamment Ioulia Tymochenko, qui dénonce « des fraudes et achats de voix à grande échelle » en faveur du président sortant. Celui-ci est aussi accusé d’avoir recours à des fonctionnaires et agents des forces de l’ordre pour sa campagne. Oleksandr Moroz annonce le retrait de sa candidature quelques jours avant le premier tour, invoquant la préparation de fraudes électorales massives. Dans ce contexte, le Service de sécurité d'Ukraine (SBU) mène des dizaines de perquisitions à travers le pays.
Ioulia Tymochenko dénonce les « fausses » candidatures de Iouri Tymochenko et de Ioulia Lytvynenko, inconnus du grand public, estimant qu'il s'agit d'une manœuvre de Porochenko pour l’éliminer dès le premier tour en créant la confusion dans l'esprit de ses électeurs. Les observateurs internationaux s’étonnent d’ailleurs que plusieurs candidats ne mènent pas campagne, s'interrogeant sur l’objectif de leurs candidatures.
Plusieurs scandales financiers marquent également la campagne.

### Entre-deux-tours
|  |

Critiqué pour le manque de transparence sur son équipe, Volodymyr Zelensky dévoile le 10 avril le nom de certains de ses conseillers. L'ancien candidat Oleksandr Danylouk en fait partie. Ses liens avec l'oligarque Ihor Kolomoïsky sont à nouveau soulignés, mais il réussit à en faire fi. Il revendique son manque d'expérience et le fait de ne pas « s'y connaître en politique » mais affirme « pouvoir rassembler ». Alors que Zelensky continue à communiquer uniquement sur les réseaux sociaux, une vingtaine de médias et associations de journalistes publient une lettre ouverte dans laquelle ils l'appellent à s'exprimer auprès d'eux dans un souci démocratique. Il rend finalement publiques certaines de ses positions en matière sociétale (légalisation du cannabis thérapeutique, de la prostitution ou encore des jeux de hasard). Il promet en outre de fixer le salaire des professeurs à 4 000 euros mensuels. Des citoyens craignent que Zelensky ne soit trop proche du Kremlin.
Juste après le premier tour, Petro Porochenko propose à Volodymyr Zelensky de l'affronter lors du traditionnel débat d'entre-deux-tours. Celui-ci pose plusieurs conditions, que le président sortant accepte, notamment l'organisation du débat au Stade olympique de Kiev ou le passage de dépistage de drogue et d'alcool,. Ioulia Tymochenko refuse l’idée de Zelensky d’arbitrer le débat et ne donne pas de consigne de vote en vue du second tour,. Le 11 avril, Porochenko s'introduit sur 1+1 en exigeant de s'entretenir au téléphone avec son rival afin de fixer la date du débat, mais la conversation tourne à l'invective et prend fin rapidement. Le 14 avril, Porochenko répond seul aux questions des journalistes à côté d'un pupitre vide, son adversaire s’étant opposé à la tenue d'un débat à cette date,. Les équipes des deux candidats annoncent ensuite avoir trouvé un accord sur la tenue du débat pour le 19 avril. Alors que le stade peut accueillir quelque 70 000 personnes, Zelensky propose de fournir gratuitement des billets d'entrée pour le débat. Après des incertitudes sur sa tenue et ses modalités, le débat a lieu le 19 avril. Il tourne à l'invective, comme depuis le début de la campagne de second tour.
Le 12 avril, le président de la République française, Emmanuel Macron, reçoit séparément les deux candidats, au palais de l'Élysée  ; Petro Porochenko s'entretient également avec la chancelière allemande, Angela Merkel. Le 18 avril, Porochenko présente ses excuses à ses électeurs pour ses « erreurs », tout en réclamant une seconde chance pour lui permettre d'achever son programme et « de ne pas perdre ce qui a été fait ». Le jour même, des juges réputés « douteux » annulent en appel la nationalisation en 2016 de PrivatBank, propriété d'Ihor Kolomoïsky.

## Sondages

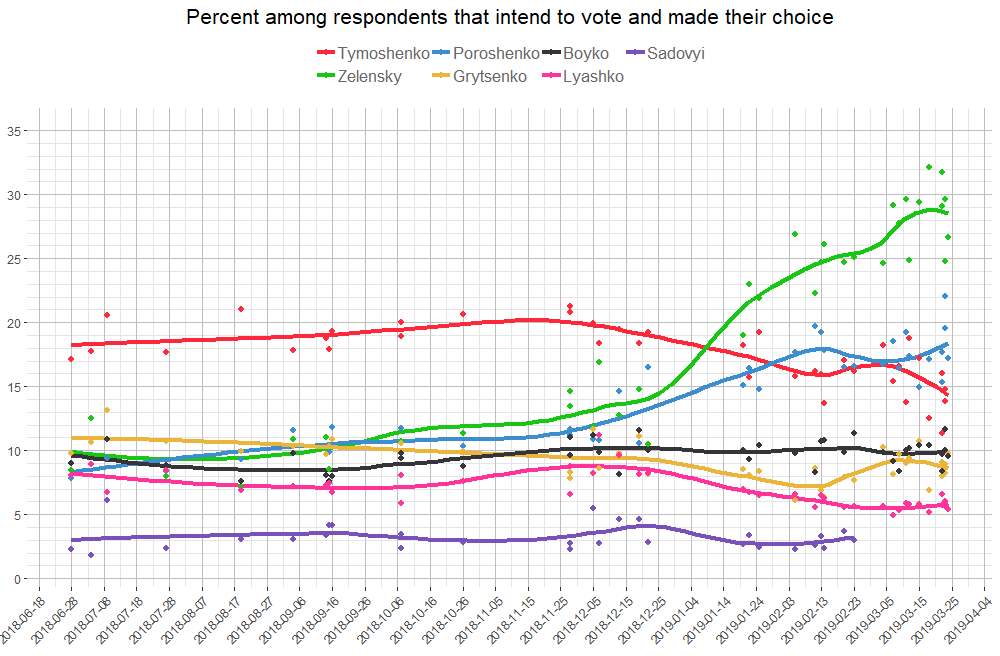
Évolution des sondages en vue du premier tour.

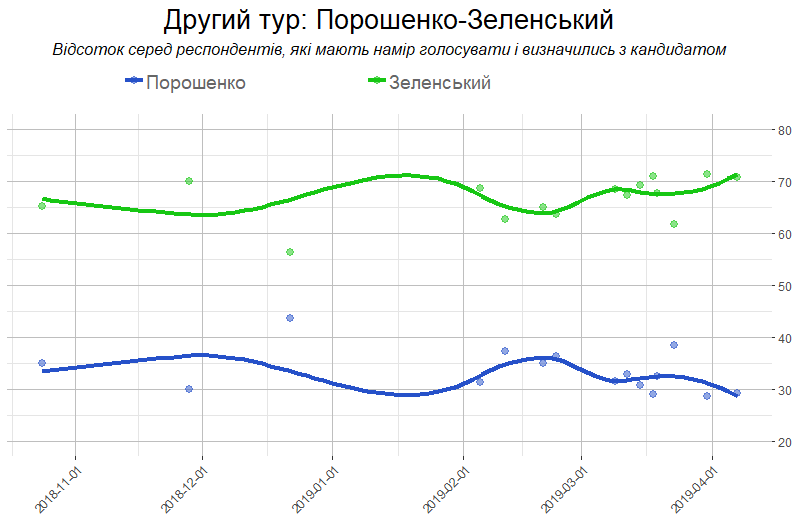
Évolution des sondages en vue d'un second tour entre Zelensky et Porochenko.

## Résultats

### Au niveau national
| Candidats                | Candidats                | Partis                                                   | Premier tour | Premier tour | Second tour | Second tour |
| Candidats                | Candidats                | Partis                                                   | Voix         | %            | Voix        | %           |
| ------------------------ | ------------------------ | -------------------------------------------------------- | ------------ | ------------ | ----------- | ----------- |
|                          | Volodymyr Zelensky       | Serviteur du peuple                                      | 5 714 034    | 30,24        | 13 541 528  | 73,22       |
|                          | Petro Porochenko         | Bloc Petro Porochenko « Solidarité »                     | 3 014 609    | 15,95        | 4 522 320   | 24,45       |
|                          | Ioulia Tymochenko        | Union panukrainienne « Patrie »                          | 2 532 452    | 13,40        |             |             |
|                          | Iouri Boïko              | Plateforme d'opposition-Pour la vie                      | 2 206 216    | 11,67        |             |             |
|                          | Anatoliï Hrytsenko       | Position citoyenne                                       | 1 306 450    | 6,91         |             |             |
|                          | Ihor Smechko             | Pouvoir et honneur                                       | 1 141 332    | 6,04         |             |             |
|                          | Oleh Liachko             | Parti radical                                            | 1 036 003    | 5,48         |             |             |
|                          | Oleksandr Vilkoul        | Bloc d'opposition-Parti pour le développement et la paix | 784 274      | 4,15         |             |             |
|                          | Rouslan Kochoulynsky     | Svoboda                                                  | 307 244      | 1,62         |             |             |
|                          | Iouri Tymochenko         | Indépendant                                              | 117 693      | 0,62         |             |             |
|                          | Oleksandr Chevtchenko    | UKROP                                                    | 109 078      | 0,57         |             |             |
|                          | Valentyn Nalyvaïtchenko  | Justice                                                  | 43 239       | 0,22         |             |             |
|                          | Olha Bohomolets          | Indépendante                                             | 33 966       | 0,17         |             |             |
|                          | Hennady Balachov         | 5.10                                                     | 32 872       | 0,17         |             |             |
|                          | Roman Bezsmertny         | Indépendant                                              | 27 182       | 0,14         |             |             |
|                          | Viktor Bondar            | Renaissance                                              | 22 564       | 0,11         |             |             |
|                          | Ioulia Lytvynenko        | Indépendante                                             | 20 014       | 0,10         |             |             |
|                          | Iouri Derevianko         | Volia                                                    | 19 542       | 0,10         |             |             |
|                          | Serhiy Tarouta           | Osnova                                                   | 18 918       | 0,10         |             |             |
|                          | Ihor Chevtchenko         | Indépendant                                              | 18 667       | 0,09         |             |             |
|                          | Inna Bohoslovska         | Indépendante                                             | 18 482       | 0,09         |             |             |
|                          | Iouri Karmazine          | Parti des défenseurs de la patrie                        | 15 965       | 0,08         |             |             |
|                          | Volodymyr Petrov         | Indépendant                                              | 15 587       | 0,08         |             |             |
|                          | Vitali Skotsyk           | Indépendant                                              | 15 118       | 0,08         |             |             |
|                          | Serhi Kapline            | Parti social-démocrate                                   | 14 532       | 0,07         |             |             |
|                          | Oleksandr Moroz          | Parti socialiste d'Oleksandr Moroz                       | 13 139       | 0,06         |             |             |
|                          | Viktor Krivenko          | Mouvement populaire d'Ukraine                            | 9 243        | 0,04         |             |             |
|                          | Vasyl Zhouravlev         | Stabilité                                                | 8 453        | 0,04         |             |             |
|                          | Illia Kiva               | Parti socialiste d'Ukraine                               | 5 869        | 0,03         |             |             |
|                          | Andri Novak              | Patriote                                                 | 5 587        | 0,02         |             |             |
|                          | Oleksandr Vachtchenko    | Pouvoir du peuple                                        | 5 503        | 0,02         |             |             |
|                          | Mykola Haber             | Parti patriotique de l’Ukraine                           | 5 433        | 0,02         |             |             |
|                          | Oleksandr Soloviev       | Force raisonnable                                        | 5 331        | 0,02         |             |             |
|                          | Rouslan Rihovanov        | Indépendant                                              | 5 230        | 0,02         |             |             |
|                          | Oleksandr Danyliouk      | Indépendant                                              | 4 648        | 0,02         |             |             |
|                          | Vitali Koupry            | Indépendant                                              | 4 508        | 0,02         |             |             |
|                          | Arkady Kornatsky         | Indépendant                                              | 4 494        | 0,02         |             |             |
|                          | Serhi Nosenko            | Indépendant                                              | 3 114        | 0,01         |             |             |
|                          | Roman Nasirov            | Indépendant                                              | 2 579        | 0,01         |             |             |
|                          | Votes blancs et nuls     | Votes blancs et nuls                                     | 224 700      | 1,18         | 427 989     | 2,31        |
|                          |                          |                                                          |              |              |             |             |
| Total                    | Total                    | Total                                                    | 18 893 864   | 100          | 18 491 837  | 100         |
| Abstention               | Abstention               | Abstention                                               | 11 162 263   | 37,14        | 11 564 287  | 38,48       |
| Inscrits / Participation | Inscrits / Participation | Inscrits / Participation                                 | 30 056 127   | 62,86        | 30 056 127  | 61,52       |

 Représentation des voix au second tour
| Volodymyr Zelensky (73,22 %) |  |  |  | Petro Porochenko (24,45 %) |
| ▲                            |  |  |  |                            |
| Majorité absolue             |  |  |  |                            |

### Contestation
Plus de 2 100 plaintes sont déposées pour fraudes à l’issue du premier tour. Donnée troisième juste derrière Petro Porochenko, Ioulia Tymochenko revendique sa qualification au second tour, mettant en avant les accusations de manipulation du scrutin dont a fait l’objet le président sortant avant même le premier tour. Elle refuse cependant de saisir la justice pour contester les résultats, considérant que celle-ci est proche du pouvoir en place,. La Commission électorale centrale d'Ukraine estime n'avoir « constaté aucune infraction majeure », tandis que les observateurs considèrent que le scrutin était pluraliste, transparent et que le dépouillement a donné lieu à « peu de violations ».

### Analyse
Soutenu par une grande partie de citoyens jeunes, apolitiques et issus de zones urbaines, Volodymyr Zelensky réalise à l’issue du premier tour un résultat situé dans la fourchette haute de ce que lui accordaient les derniers sondages. Il obtient un nombre de voix élevé dans l’Est du pays, dépassant ainsi les traditionnels clivages ethniques du pays,.
Même s'il parvient à se qualifier pour le second tour — grâce au vote des régions pro-occidentales —, le résultat de Petro Porochenko est jugé mauvais, lui-même parlant de « dure leçon ». Ioulia Tymochenko arrive 2,5 points derrière lui, n’étant pas parvenue à retrouver la confiance des électeurs au-delà de son socle traditionnel (retraités, milieux modestes) ou à dissiper l’hostilité à son encontre des régions russophones, et ce bien qu’elle fût jugée plus prête au compromis avec la Russie que Porochenko,.
Au terme d'une campagne et surtout d'un entre-deux-tours généralement dépeints comme médiocres, Petro Porochenko obtient le plus faible résultat pour un candidat au second tour d'une élection présidentielle depuis l'indépendance de l'Ukraine. À l'inverse, Zelensky obtient le pourcentage le plus élevé d'un vainqueur d'une élection présidentielle. Pour autant, les commentateurs soulignent le fait que Zelensky est surtout apparu comme un choix par défaut, n'ayant guère suscité l'enthousiasme de ses électeurs.

## Conséquences

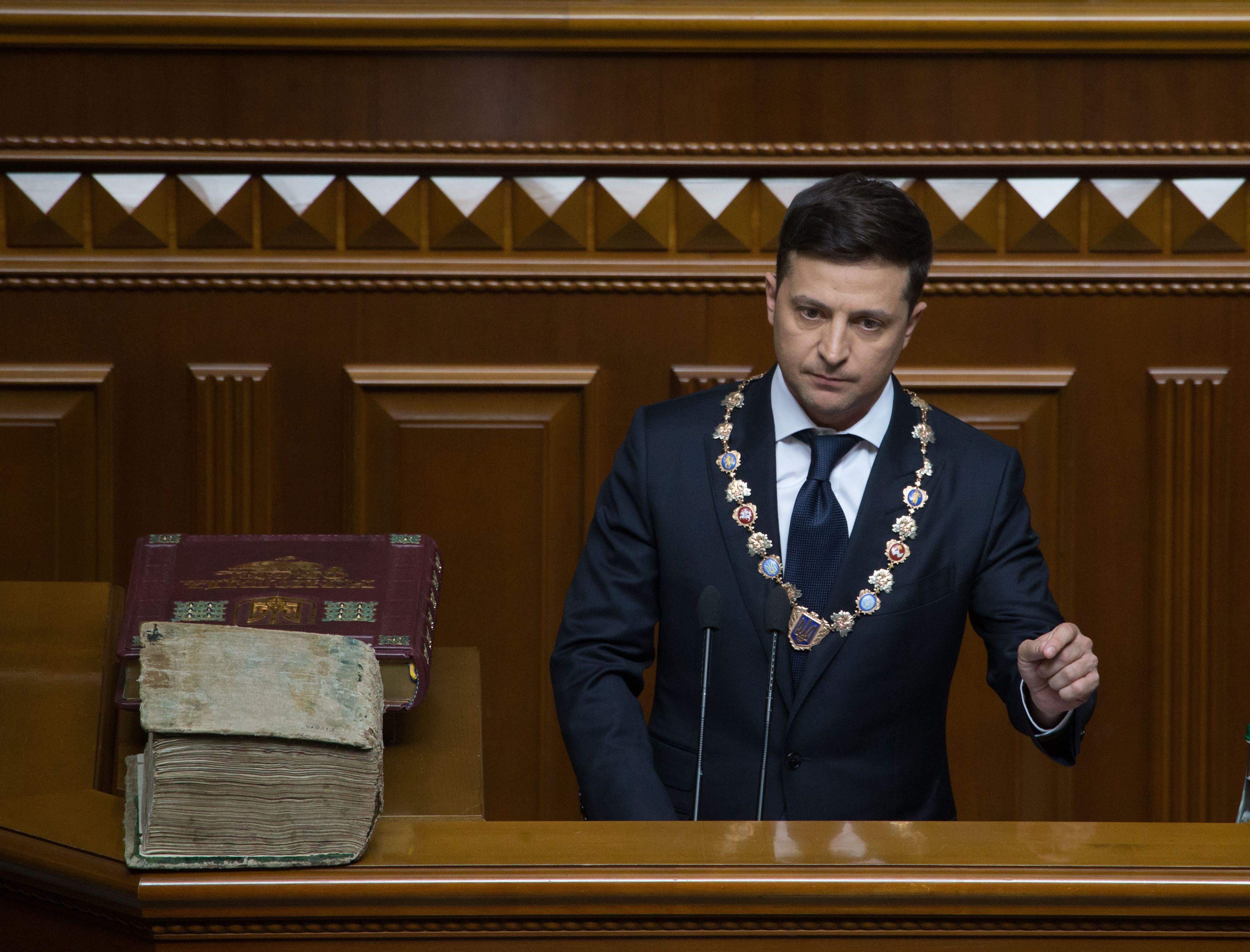
Volodymyr Zelensky lors de son investiture (20 mai 2019).

Le nouveau président se retrouve en situation de cohabitation, son parti ne détenant que deux sièges à la Rada. Alors que des élections législatives sont prévues pour le 27 octobre 2019, Volodymyr Zelensky réclame de prêter serment dès le 19 mai, pour être certain de pouvoir dissoudre la chambre d'ici à l'expiration du délai légal, le 27 mai. Il déclare ensuite « on va se la faire » à ses partisans à propos de la Rada, qui a fixé son investiture une journée plus tard en raison de la coïncidence de la date souhaitée avec la journée d'hommage aux victimes de la répression du régime stalinien,. Dans son discours d'investiture, le nouveau chef de l'État annonce la dissolution de la Rada et la tenue d'élections anticipées. Le président du Parlement ayant annoncé peu auparavant la fin de la coalition au pouvoir, l'opposition et des juristes estiment que la décision de Zelensky de dissoudre viole la Constitution, qui prévoit dans un tel cas un délai préalable d'un mois en vue de former un nouveau gouvernement,. En désaccord avec Zelensky, le Premier ministre, Volodymyr Hroïsman, annonce aussitôt sa démission.